# Pierre Marie Brisson
Pour les articles homonymes, voir Brisson.
 (mai 2021).
Pierre-Marie Brisson, né à Orléans le 11 juin 1955, est un peintre français du courant des coloristes. Son atelier, installé à Aigues-Mortes dans le Gard, lui permet de rester proche de sa principale inspiration : la Méditerranée.

## Biographie
Né en juin 1955, Pierre Marie Brisson s'intéresse à l'art au travers de l'archéologie et de la préhistoire. Peintre dès ses 14 ans, il développera son art, poussé par Bernard Saby.
Il suit les cours des beaux-arts à 20 ans, en 1975, et organise sa première exposition au musée Charles-Péguy d'Orléans.
En 1976, il décide de quitter son travail au sein des éditions Robert Laffont. Dès lors, il ne fera qu’« être dans la vraie vie, recevoir, partager, voyager » pour nourrir son urgence de peindre. Ce primat de la liberté se retrouve dès ses premières œuvres, des gravures aux couleurs chaudes figurant des lettres et personnages. Il ne cesse de tenter des expériences en dialogue constant avec la matière. Il cherche du côté des arts primitifs, de la préhistoire, de l’archéologie. 
En 1979, il s'initie à la gravure à l'atelier Pasnic dans le 20e arrondissement de Paris avec la famille Herzog.
En 1980, il réalise sa première exposition à New York, organisée par l'éditeur Bruno Roulland, durant laquelle il vendra tout.
Entre 1990 et 1994, le Japon s'intéresse à ses œuvres dans le cadre d'une exposition itinérante organisée par Vision Nouvelle dans les villes de Tokyo, Osaka, Kobe.
En 1994, il décide de s'installer en Camargue, à Aigues-Mortes. Il en profite pour exposer dans le Gard régulièrement,.
Depuis, il est également présent dans des galeries en France,, aux États-Unis et en Corée du Sud.
Sa présence se développe dans des collections publiques et privées en France, aux États-Unis, en Allemagne, au Japon, en Italie, en Argentine ou en Suisse.

## Commentaire
« Brisson réalise une radiographie intuitive dont les frottements de couleur, le découpage et le collage des matériaux divers ont une fonction similaire aux rayons X bien que plus violents dans leur action et plus doux dans ce qu’ils dévoilent. Cette attention dans le regard porté sur les objets fut mis au point par le cubisme qui s’aperçut qu’une certaine exagération dans le dessin, où les formes et les matériaux s’opposent fortement, permettrait de créer une étrange impression d’illusion… »

— Fabrice Hergott

## Expositions
- Février à mars 2014 : Galerie Franklin Bowles, New York[14]
- Juin à juillet 2015 : Galerie Shchukin, Paris[15]
- Mai à septembre 2016 : Pérouges[16]
- Novembre 2020 : Château de Courcelles, Montigny-les-Metz[17]
- Septembre 2021 : Galerie Yves Faurie, Sète[18]
- Octobre-novembre 2022 : Galerie Univer, Paris